# Rui Gonçalves da Câmara (1490–1535)
Rui Gonçalves da Câmara (c. 1490 - Ponta Delgada, 20 de outubro de 1535), membro da família Gonçalves da Câmara, era filho de João Rodrigues da Câmara, tendo-lhe sucedido como 5.º capitão do donatário da ilha de São Miguel (sendo o terceiro da família a exercer o cargo).
Estudou em Lisboa, junto da Corte, onde seu pai mantinha importantes ligações. Aí foi surpreendido pela morte do progenitor, com apenas doze anos de idade. Por ser menor ainda, o governo da capitania foi assumido interinamente (até 1504) por Pedro Rodrigues da Câmara, seu tio. Entretanto, em 1503, o rei D. Manuel I nomeou um corregedor para os Açores, com competências judiciais, fiscais e de inspecção sobre as autarquias, acabando assim com o poder quase absoluto dos capitães do donatário.
Tendo atingido a maioridade apenas em 1504 (dois anos depois da morte do pai), só nessa altura assumiu a capitania de São Miguel. Pouco depois do novo capitão chegar a São Miguel, a sua mãe e irmãos desaparecem no mar durante uma viagem para Lisboa (o navio perdeu-se sem deixar rasto).
Era casado com D. Filipa Coutinho, da família dos condes de Marialva.
A presença do corregedor, novo cargo criado no ano anterior à sua posse, veio desencadear um grave conflito de competências, envolvendo o capitão, o contador da fazenda real e o ouvidor eclesiástico, tendo-se este último arrogado competências que excediam em muito a tutela sobre o clero, já que conhecia de matérias civis e se considerava isento de obediência às restantes autoridades.
Este conflito, e outros mais, chegaram ao conhecimento real, tendo o rei chamado o capitão à corte para que se explicasse (1510), despachando-o depois para as praças do Norte de África. Julgado o caso, foi o capitão destituído, ficando em grave situação financeira.
A questão só foi resolvida, cinco anos depois, pelo empenho de D. Jorge de Melo, monteiro-mor, que em troca da promessa de casamento do filho primogénito do capitão com uma sua filha, moveu influências junto do rei. Por carta régia de 22 de Agosto de 1515 foi o capitão reconduzido, regressando a São Miguel.
A situação económica da capitania estava em franco progresso quando, a 22 de Outubro de 1522, um forte terramoto destruiu boa parte das povoações da ilha. Vila Franca do Campo, a capital da ilha, foi soterrada, nela perecendo o filho primogénito e a maior parte da família do capitão. Por estar na Lagoa, o capitão, a esposa e um seu filho sobreviveram. Ao terramoto seguiu-se a peste, causando devastação geral na ilha.
Morto o filho primogénito, cabia agora ao filho sobrevivente, Manuel da Câmara, cumprir a promessa de casamento feita pelo pai a D. Joana de Melo, filha do monteiro-mor. Ora a ideia não agradava o moço, tendo este aproveitado um galeão, que estava preparado para o levar a Lisboa, para fugir para a Madeira e, dali, para o Norte de África. O pai mandou-o buscar, mas só por intimação do rei foi obrigado a comparecer na corte, sendo aí obrigado a casar.
O capitão, com graves problemas financeiros e desgostos pessoais, faleceu em Ponta Delgada a 20 de Outubro de 1535. Deixou principiado o Convento de Nossa Senhora da Esperança.